# Wilhelmina Cole Holladay
Wilhelmina Cole Holladay, née le 10 octobre 1922 et morte le 6 mars 2021, est une collectionneuse d'art et mécène américaine. En 1981, elle fonde avec Wallace Holladay, le National Museum of Women in the Arts, à Washington.

## Biographie
Wilhelmina Cole Holladay, surnommée Billie, est née à Elmira, New York, le 10 octobre 1922. Son père, Chauncey Cole, est homme d'affaires. Sa mère, Claire Elisabeth née Strong, est femme au foyer.
Pendant la Seconde Guerre mondiale, Wilhelmina Cole Holladay travaille pour l'armée de l'air américaine et l'ambassade de Chine. À ce titre, elle est employée comme secrétaire auprès de Soong Mei-ling. Elle rencontre Wallace Holladay, officier de marine à Washington, qu'elle épouse en 1945.
En 1944, Wilhelmina Cole Holladay obtient un diplôme en histoire de l'art du Elmira College. Elle poursuit ses études à l'Université Cornell, et de 1953 à 1954, à l'Université de Paris.
Dans les années 1950, le couple collectionne des œuvres d’art. Lors d'un voyage en Europe dans les années 1970, avec Wallace Holladay, elle découvre et admire les peintures de Clara Peeters, artiste contemporaine de Rembrandt, au Kunsthistorisches Museum de Vienne et au musée du Prado à Madrid. Elle prend conscience de l'absence des artistes femmes dans l'histoire de l'art. À partir de ce moment, le couple décide de se spécialiser dans l'acquisition d'œuvres d'artistes femmes telles qu'Élisabeth Vigée Le Brun, Artemisia Gentileschi et Angelica Kauffman. Leur collection rassemble 500 œuvres de 150 peintres et sculptrices.

## The National Museum of Women in the Arts
En 1981, le couple fonde le National Museum of Women in the Arts, en faisant don de leur collection d'œuvres d'artistes femmes. Pendant les premières années, la collection est exposée dans la maison des Holladay. Ann Sutherland Harris leur suggère de fonder un musée dédié aux artistes femmes. En 1987, le couple acquiert  un ancien temple maçonnique à Washington, DC. Le musée abrite une collection permanente d'art, présente des expositions spéciales et des performances temporaires, gère une bibliothèque et un centre de recherche, publie des catalogues d'exposition et propose une programmation éducative.

## Prix et distinctions
- Temple national de la renommée des femmes en 1996[9]
- Prix Lifetime Achievement Award du Women's Caucus for Art, 2001[2]
- Visionary Woman Award du Moore College of Art & Design en 2005[10]
- National Medal of Arts, 2006[11],[12]
- Prix Foremother du Centre national de recherche en santé[13]
- Légion d'honneur du gouvernement français
- Ordre royal du mérite norvégien[14]